# (246171) Konrad
(246171) Konrad est un astéroïde de la ceinture principale.

## Description
(246171) Konrad est un astéroïde de la ceinture principale. Il fut découvert le 4 septembre 2007 à Rimbach (Hesse) par Michael Koenig. Il présente une orbite caractérisée par un demi-grand axe de 2,41 UA, une excentricité de 0,27 et une inclinaison de 12,2° par rapport à l'écliptique.